# Михајло Павловић
Михајло Павловић (Божурња, 1840 — Крушевац, 1915) био је познати београдски трговац, члан Управе Народне банке, председник Српске кредитне банке и народни посланик.

## Биографија
Родио се у Божурњи, код Тополе. После завршене основне школе, постао је шегрт у трговини, а две године касније калфа.
Касније је прешао у Београд и био калфа у трговини Антонија Пајовића, где је упознао Косту Месаровића. Њих двојица су се уортачили и 1865. године отворили фирму „Месаровић и Павловић“ у Београду, нову мануфактурну трговину на велико. Радња им је најпре била смештена у кући Мијаила Мијовића, на углу Дубровачке (данас Улица краља Петра) и Узун – Миркове улице. Нешто касније, 1871. године, преселили су радњу у кућу Јована Куманудија, на углу Кнез Михаилове и Дубровачке улице.
Брзо је напредовао, па је штедећи стекао велики капитал, који му је омогућио да 1884. године купи турске дућане и магазе дуж Кнез Михаиловој улици између тадашње Дубровачке до Рајићеве улице, и све их порушио. На том месту озидао је велику зграду на спрат, у чијем приземљу се налазио пространи дућан са два одељења и застакљеном канцеларијом, док је у стану на спрату живела његова породици.
Након смрти свог ортака Косте Месаровића (1886), постао је члан управе Народне банке.
Био је председник Српске кредитне банке. Активно је учествовао у раду Главног трговачко -занатлијског одбора, а затим је основао и учествовао у раду Српског трговачког удружења.
Био је члан Напредне странке и посланик у Народној скупштини 1882. и 1894/96. године.
Налазио се у делегацији која је безуспешно одвраћала краља Александра Обреновића од женидбе са Драгом Машин.
У родној Божурњи подигао је зграду школе, у спомен своје фамилије и родитеља.
Умро је у Крушевцу 1915. године, где чувао трезор Народне банке.

## Породица
Имао је брата Ђоку.
Са супругом Милицом (1851—1936) је имао сина Милорада (1869—1926) и три ћерке: Вуку, која се удала за трговца Драгомира Радуловића, Лепу, удату за винарског трговца Илију Јовичића и Зору, која се удала за потпуковника Косту Хорстига.
Син Милорад је такође радио, као ортак, у породичном послу. Оженио се ћерком цариника Димитрија Јовановића, са којом је имао четири сина: Мику (трговца), Владу (чиновника),  Воју (правника и чиновника Народне банке) и Милана (чиновника Народне банке). Милорад је пре смрти изгубио огроман новац у неким трговачким спекулацијама, оставио је за собом мајку, која је  провела своје последње године живота провела у дому стараца и супругу која је умрла у немаштини.
Породична гробница Михајла Павловића се налази у Аркадама на Новом гробљу у Београду.